# Rune Brattsveen
Rune Brattsveen (* 5. April 1984) ist ein ehemaliger norwegischer Biathlet.

## Werdegang
Rune Brattsveen trat zwischen 2002 und 2005 vier Jahre in Folge bei Biathlon-Juniorenweltmeisterschaften an. Besonders gut lief es für den Norweger 2003 in Kościelisko, als er im Einzel, im Sprint und in der Verfolgung jeweils Fünfter wurde und mit der Staffel den vierten Rang belegte. Das beste Ergebnis in einem Einzelrennen erreichte er ein Jahr später als Vierter in der Verfolgung von Haute-Maurienne. Seine erste Saison im Seniorenbereich lief er 2006/07 im Europacup, ohne allerdings herausragende Ergebnisse zu erreichen. Zu Beginn der folgenden Saison 2007/08 konnte Brattsveen erstmals im Biathlon-Weltcup starten. Verpasste er auch im 20-km-Einzelrennen als 40. noch Weltcuppunkte, konnte er im Sprint als Neunter schon in seinem zweiten Rennen unter die Top Ten laufen. Im anschließenden Verfolgungswettkampf belegte er Rang 5. Bei den Biathlon-Weltmeisterschaften 2008 in Östersund konnte Brattsveen sich in einem starken norwegischen Team für vier Rennen qualifizieren. Der Norweger wurde 38. im Sprint und gewann damit erstmals in dieser Wettkampfform keine Weltcuppunkte. In der Verfolgung konnte er sich auf Platz 15 verbessern. Im Massenstart wurde er Elfter, mit der norwegischen Staffel konnte Brattsveen die Silbermedaille hinter den starken Russen gewinnen. Erfolgreich war für Rune Brattsveen die Teilnahme an den Europameisterschaften 2009 im russischen Ufa. Er gewann Gold im Sprint und mit der norwegischen Staffel, im Verfolgungsrennen holte er Bronze.

## Erfolge

### Weltcupsiege
Team
| Nr. | Datum             | Ort             | Disziplin |
| --- | ----------------- | --------------- | --------- |
| 1.  | 10. Januar 2008   | Ruhpolding      | Staffel 1 |
| 2.  | 11. Dezember 2011 | Hochfilzen      | Staffel 2 |
| 3.  | 09. März 2012     | Ruhpolding (WM) | Staffel 3 |

### Biathlon-Weltcup-Platzierungen
Die Tabelle zeigt alle Platzierungen (je nach Austragungsjahr einschließlich Olympische Spiele und Weltmeisterschaften).
- 1.–3. Platz: Anzahl der Podiumsplatzierungen
- Top 10: Anzahl der Platzierungen unter den ersten zehn (einschließlich Podium)
- Punkteränge: Anzahl der Platzierungen innerhalb der Punkteränge (einschließlich Podium und Top 10)
- Starts: Anzahl gelaufener Rennen in der jeweiligen Disziplin
- Staffel: inklusive Mixed- und Single-Mixed-Staffeln

| Platzierung         | Einzel | Sprint | Verfolgung | Massenstart | Staffel | Gesamt |
| ------------------- | ------ | ------ | ---------- | ----------- | ------- | ------ |
| 1. Platz            |        |        |            |             | 3       | 3      |
| 2. Platz            |        |        |            |             | 1       | 1      |
| 3. Platz            |        |        |            |             | 2       | 2      |
| Top 10              | 1      | 2      | 1          |             | 10      | 14     |
| Punkteränge         | 3      | 14     | 12         | 8           | 10      | 47     |
| Starts              | 9      | 23     | 14         | 8           | 10      | 64     |
| Stand: Karriereende |        |        |            |             |         |        |